# Langues en Corée du Sud
 (novembre 2021).
Si vous disposez d'ouvrages ou d'articles de référence ou si vous connaissez des sites web de qualité traitant du thème abordé ici, merci de compléter l'article en donnant les références utiles à sa vérifiabilité et en les liant à la section « Notes et références ».
Les langues officielles de la Corée du Sud sont le coréen, parlé par la quasi-totalité de la population, et la langue des signes coréenne, reconnue comme langue officielle depuis 2016.

## Langues étrangères
On enseigne l'anglais comme deuxième langue dans la plupart des écoles primaires. On enseigne également au lycée durant deux années le chinois, le japonais, le français, l'allemand ou l'espagnol. Malgré la colonisation japonaise de 1910 à 1945, seule une petite partie de la population comprend, ou parle le japonais, souvent sans écrire le japonais en raison des différences entre les écritures. Il existe une petite minorité de coréens ayant le japonais comme langue maternelle, mais ces locuteurs sont généralement bilingues japonais/coréen, et sont en très petit nombre. La Corée du sud est un pays linguistiquement homogène.
En 2000, le gouvernement a décidé de présenter un nouveau système de romanisation de la langue coréenne.